# 요구르트 꽃
요구르트 꽃(Nobody Knows)은 한국에서 제작된 임희대 감독의 2006년 드라마, 가족 영화이다. 이명자 등이 주연으로 출연하였다.

## 출연

### 주연
- 이명자
- 김자영
- 손진호
- 김난희
- 권이진

## 제작진
- 프로듀서: 철의 가족
- 조명: 유태종
- 조감독: 이명일
- 녹음: 김경호
- 믹싱: 김은산
- 작곡: 김정우
- 미술: 임희대
- 미술: 김병석